# لوس أنجلوس أزتكس
لوس أنجلوس أزتكس (بالإنجليزية: Los Angeles Aztecs)‏ هو نادي كرة قدم أمريكي تأسس في 11 ديسمبر 1973 وتم حلّه في 1981. كان مقره الرئيسي في لوس أنجلوس، وكان يلعب في دوري أمريكا الشمالية لكرة القدم.